# Neustädter Markt

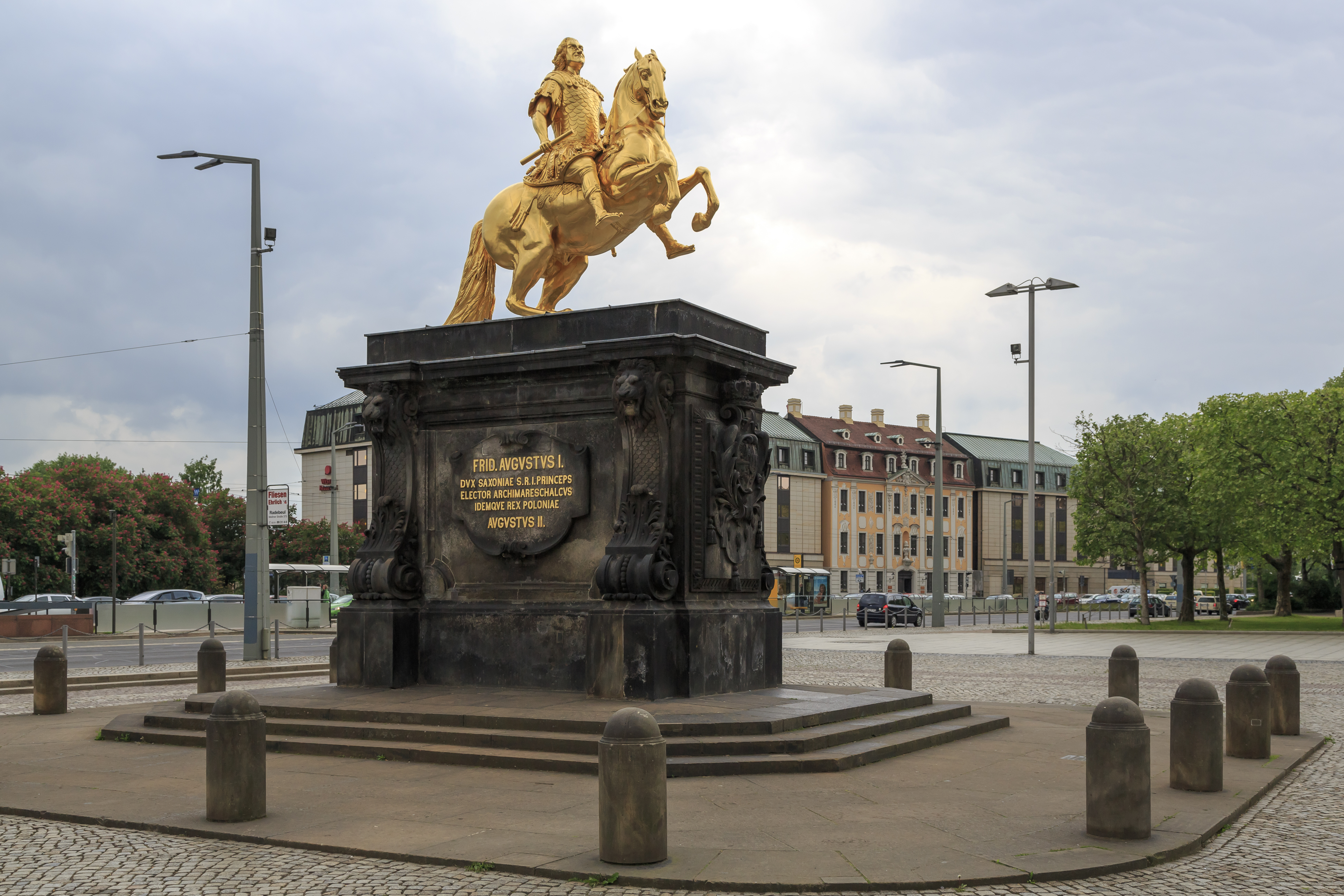
Goldener Reiter på Neustädter Markt

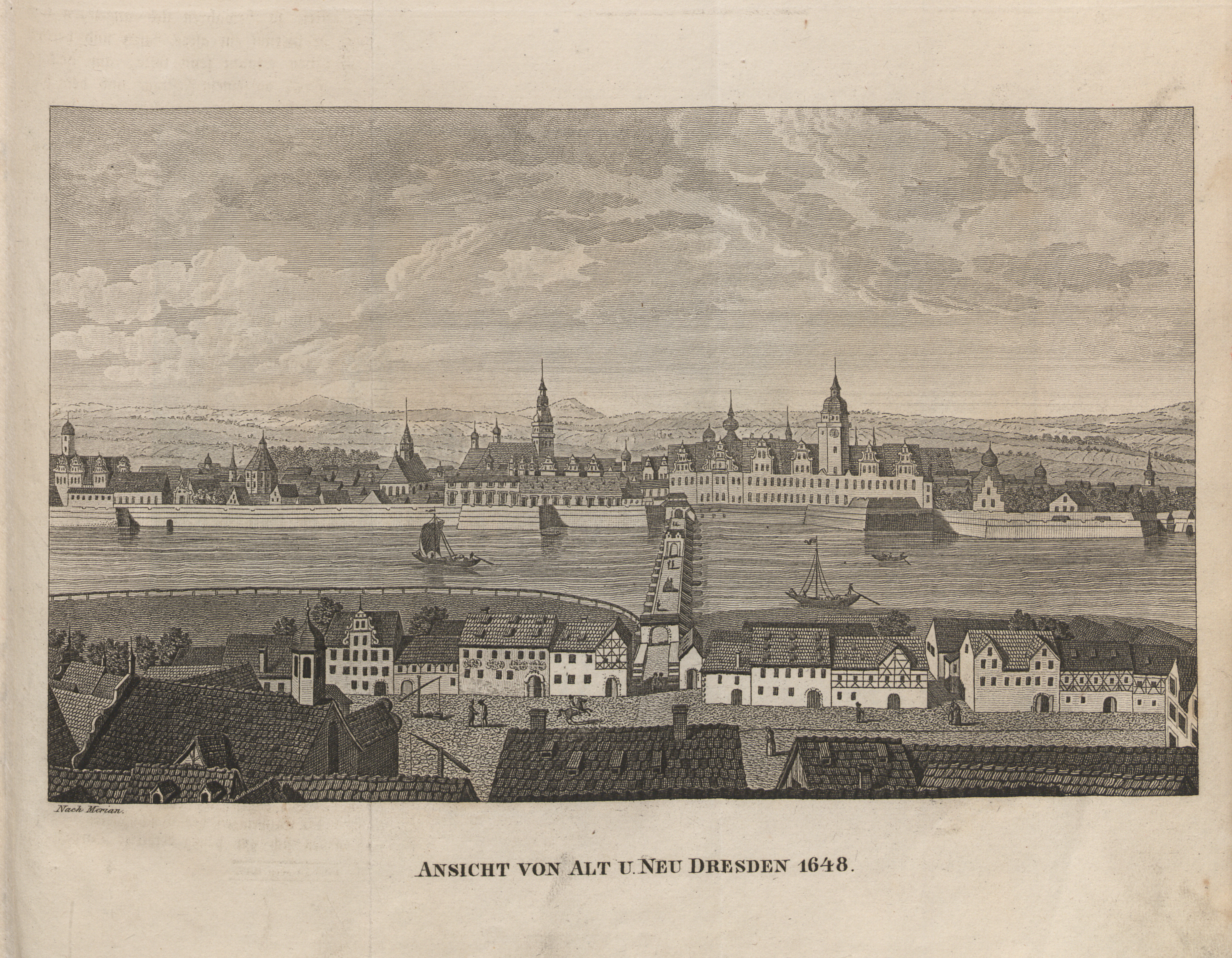
Utsikt över Neustädter Markt med Augustusbron och Altstadt i bakgrunden år 1648.

Neustädter Markt är ett torg i Inneren Neustadt i Dresden, Tyskland. Neustädter Markt ligger i korsningen mellan Hauptstraße, Augustusbrücke, Köpckestraße och Großer Meißner Straße. Det viktigaste landmärket på Neustädter Markt är ryttarstatyn av August den starke, "Goldener Reiter". Neustädter Markt har varit under monumentskydd sedan 2021.

## Namnet
År 1501 benämndes platsen som Ringk och 1503 som Margkt. Under slutet av 1700-talet hade dock namnet Marktplatz blivit allmänt vedertaget. Under 1800-talet hette platsen Am Markt medan under 1920-talet döptes platsen om till Neustädter Markt för att skilja platsen från sina motsvarigheter i Altmarkt och Neumarkt.  

## Historia
På platsen anlades det redan före 1200-talet en slavisk bosättning i det som senare kom att bli Dresden. Under bombningen av Dresden under andra världskriget ödelades Neustädter Markt och de intilliggande byggnaderna fullständigt. Under 1970-talet byggdes torget om som en del av en större stadsutvecklingsplan där torget fick en modern prägel av plattenbau. Sedan dess har torget, tillsammans med den intilliggande Hauptstraße, varit en gågata. Under 2010-talet har allt fler förespråkat en återuppbyggande av torget till det utseendet som torget hade innan andra världskriget. Sedan den 31 mars 2021 har Neustädter Markt varit under monumentskydd på grund av sin lokala historia, stadsutveckling, trädgårdshistoria och trädgårdskonst. Det skyddade området omfattar hela torg- och gatusystemet med DDR:s prefabricerade byggnader, grönområdena, småarkitekturen och möblerna. Den sachsiske statskuratorn Alf Furkert beskriver Neustädter Markt med alla dess element som ett utmärkt vittnesbörd om ett långsiktigt stads- och öppenområdesplaneringsprojekt i DDR. Alltjämt har det beslutats om viss återbyggnad omkring torget, bland annat värdshuset Narrenhäusel.
Det mest kända sevärdheten är ryttarstatyn av August den starke. Arbetet med statyn påbörjades 1732, när den sachsiske kurfursten och polske kungen fortfarande levde, och avslutades när han dog 1733. Invigningen ägde rum den 26 november 1736 i närvaro av hans son Fredrik Augustus II. Under andra världskriget nedmonterades statyn för att inte förstöras av bombningarna och först 1956 installerades statyn åter igen på platsen. 

## Bilder

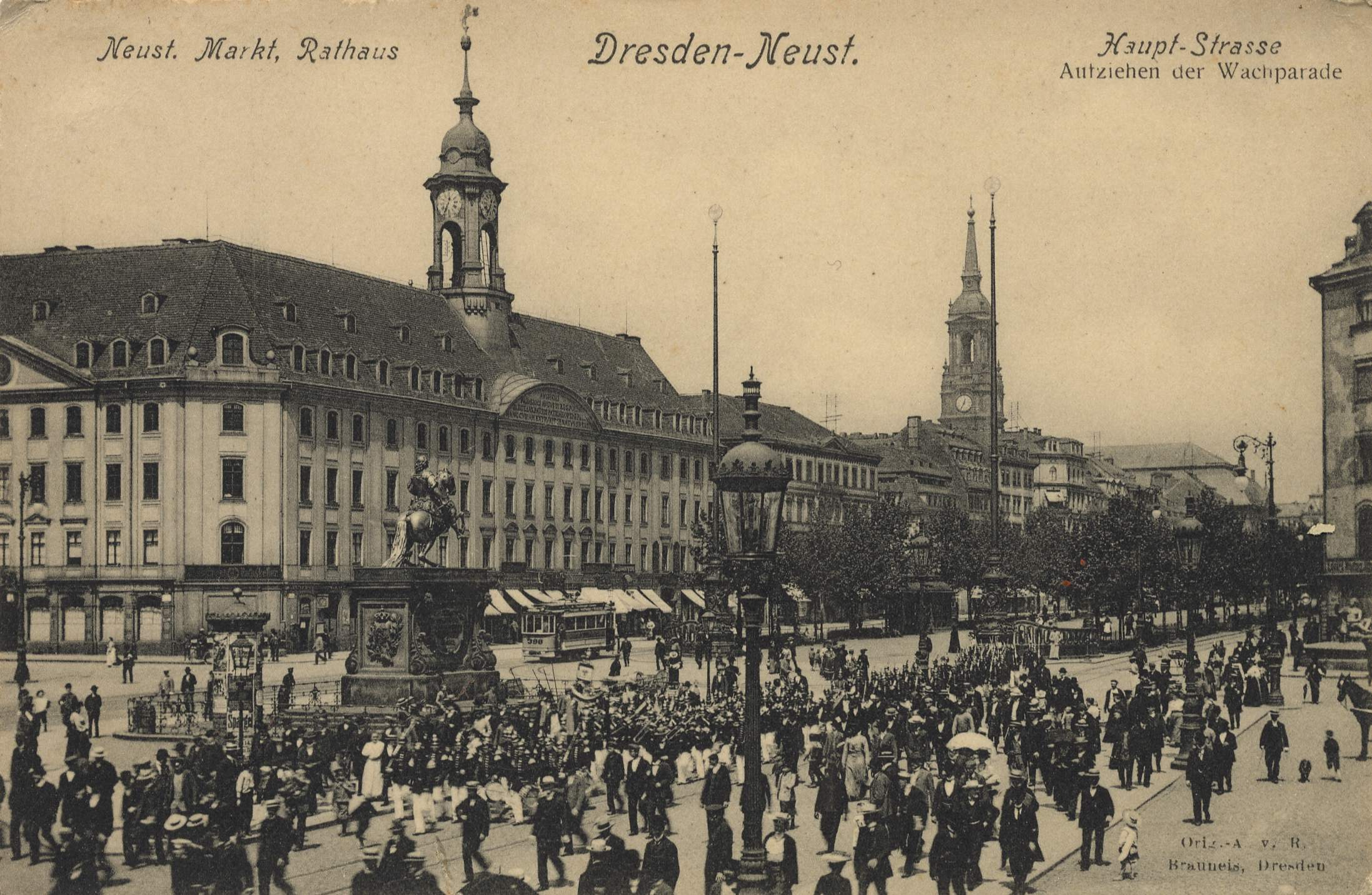
Neustädter Markt med Rådhuset omkring år 1900.
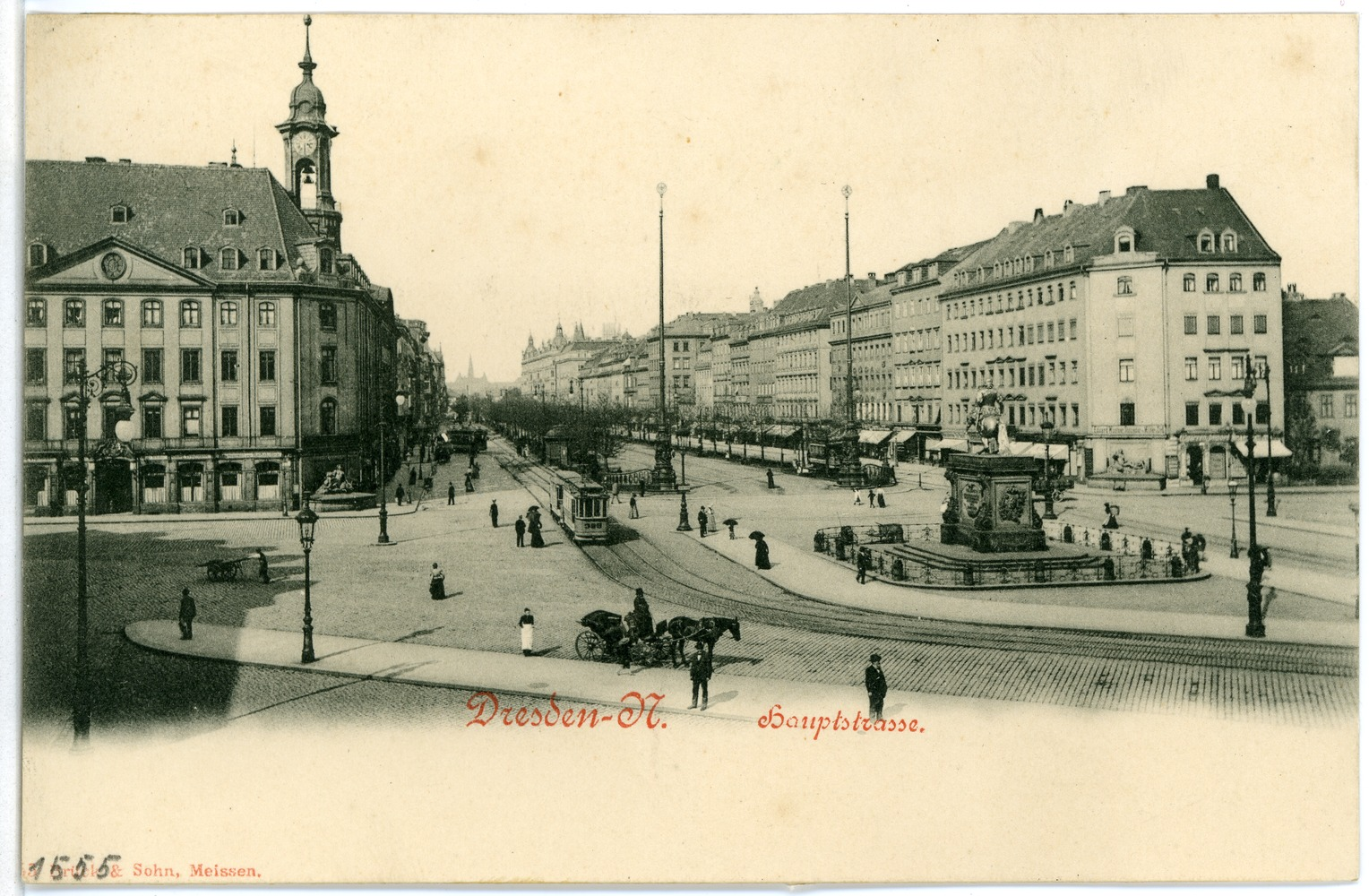
Torget med rådhuset sett från Hauptstraße 1901.
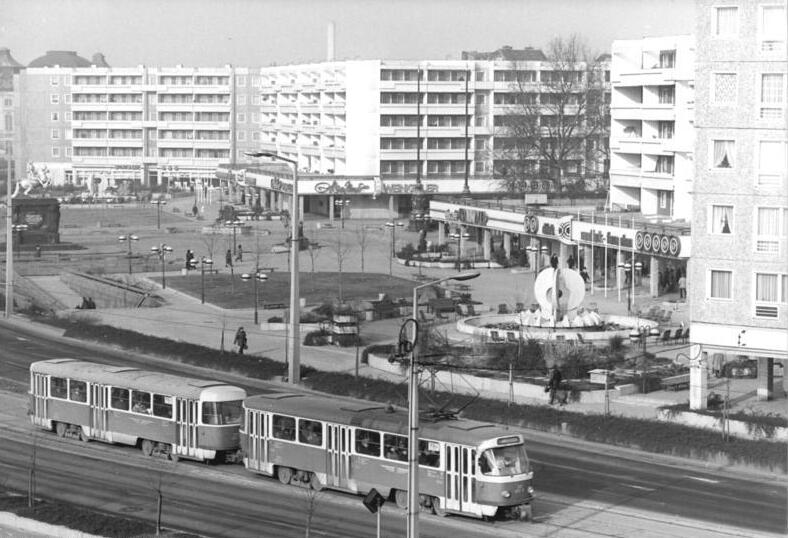
Överblick över torget hur det såg ut under DDR-tiden. Bild från 1982.